# Zwartvleugellori
De zwartvleugellori (Eos cyanogenia) is een vogel uit de familie Psittaculidae (papegaaien van de Oude Wereld). De vogel werd in 1850 door Karel Lucien Bonaparte geldig beschreven. Het is een kwetsbare, endemische vogelsoort op de eilanden ten noorden van Nieuw-Guinea.

## Kenmerken
De vogel is 10 cm lang. Het is een overwegend helder rood gekleurde kleine lori, met een lange staart. De lori heeft een paarse vlek op de oorstreek, is zwart op de rug. De onderkant van de vleugel is ook rood, met een zwarte eindrand.

## Verspreiding en leefgebied
De vogel komt voor op eilanden in de Geelvinkbaai ten noorden van Nieuw-Guinea, op Biak, Supiori en de veel kleinere eilanden Numfor, Manim en Mios Num. Het leefgebied bestaat uit bos in laagland, boven de 200 m is de vogel minder algemeen. De vogels overnachten in zwermen in kokospalmplantages langs de kust.

## Status
De zwartvleugellori heeft een beperkt verspreidingsgebied en daardoor is de kans op uitsterven aanwezig. De grootte van de populatie werd in 2013 door BirdLife International geschat op 2.5 tot 10 duizend individuen en de populatie-aantallen nemen af door vangsten voor de kooivogelhandel en door ontbossing, waarbij natuurlijk bos wordt omgezet in gebied voor agrarisch gebruik. Om deze redenen staat deze soort als gevoelig op de Rode Lijst van de IUCN. Er gelden beperkingen voor de handel in deze papegaai, want de soort staat in de Bijlage II van het CITES-verdrag.